# Élections municipales de 2013 dans Les Jardins-de-Napierville
Pour un article plus général, voir Élections municipales de 2013 en Montérégie.
Cet article concerne les élections municipales de 2013 en Montérégie dans la municipalité régionale de comté de Jardins-de-Napierville.

## Hemmingford (municipalité de canton)
| Candidats pour la mairie       | Vote | %     |
| ------------------------------ | ---- | ----- |
| Paul Viau (Sortant)            | 555  | 83,33 |
| Vladimiro Massignani           | 111  | 16,67 |
| Taux de participation : 45,2 % |      |       |

| Candidats conseiller #1      | Vote | %     |
| ---------------------------- | ---- | ----- |
| Robert Sanschagrin (Sortant) | 499  | 76,07 |
| Sylvie Pankiewiez            | 157  | 22,93 |

| Candidats conseiller #2   | Vote | %     |
| ------------------------- | ---- | ----- |
| Deborah Beattie (Sortant) | 523  | 78,41 |
| Mylène Morin              | 144  | 21,59 |

| Candidats conseiller #3 | Vote | %     |
| ----------------------- | ---- | ----- |
| Jamie Moore (Sortant)   | 486  | 74,09 |
| Kevin Kingsbury         | 170  | 25,91 |

| Candidats conseiller #4        | Vote | %     |
| ------------------------------ | ---- | ----- |
| Jean-Pierre Bergeron (Sortant) | 503  | 76,56 |
| Valery Brisebois               | 154  | 23,44 |

| Candidats conseiller #5   | Vote | %     |
| ------------------------- | ---- | ----- |
| Lucien Bouchard (Sortant) | 507  | 77,64 |
| Louis Blais               | 96   | 14,70 |
| Jan Pitrik                | 50   | 7,66  |

| Candidats conseiller #6 | Vote | %     |
| ----------------------- | ---- | ----- |
| Pierre Mineau (Sortant) | 468  | 72,33 |
| Eric Montreuil          | 128  | 19,78 |
| Joseph Blahitka         | 51   | 7,88  |

## Hemmingford (municipalité de village)
| Candidats pour la mairie  | Vote            | %               |
| ------------------------- | --------------- | --------------- |
| Drew Somerville (Sortant) | Sans opposition | Sans opposition |

| Candidats conseiller #1   | Vote            | %               |
| ------------------------- | --------------- | --------------- |
| Normand Lussier (Sortant) | Sans opposition | Sans opposition |

| Candidats conseiller #2 | Vote            | %               |
| ----------------------- | --------------- | --------------- |
| Tina Calvaarese         | Sans opposition | Sans opposition |

| Candidats conseiller #3  | Vote            | %               |
| ------------------------ | --------------- | --------------- |
| Danie Langille (Sortant) | Sans opposition | Sans opposition |

| Candidats conseiller #4 | Vote            | %               |
| ----------------------- | --------------- | --------------- |
| Michael Houle (Sortant) | Sans opposition | Sans opposition |

| Candidats conseiller #5    | Vote            | %               |
| -------------------------- | --------------- | --------------- |
| Howard Silverman (Sortant) | Sans opposition | Sans opposition |

| Candidats conseiller #6  | Vote            | %               |
| ------------------------ | --------------- | --------------- |
| Lucie Bourdon (Sortante) | Sans opposition | Sans opposition |

## Napierville
| Partis                         | Partis                | Candidats pour la mairie | Vote | %     |
| ------------------------------ | --------------------- | ------------------------ | ---- | ----- |
|                                | Équipe Délisle        | Jacques Délisle          | 812  | 58,59 |
|                                | Coalition Napierville | Bertrand Fredette        | 421  | 30,38 |
|                                | Indépendant           | Serge Couture            | 153  | 11,04 |
| Taux de participation : 49,2 % |                       |                          |      |       |

| Partis | Partis                | Candidats conseiller #1 | Vote | %     |
| ------ | --------------------- | ----------------------- | ---- | ----- |
|        | Équipe Délisle        | Ghislain Perreault      | 814  | 59,72 |
|        | Coalition Napierville | Dominic Sigouin         | 549  | 40,28 |

| Partis | Partis                | Candidats conseiller #2 | Vote | %     |
| ------ | --------------------- | ----------------------- | ---- | ----- |
|        | Équipe Délisle        | Daniel Dumontier        | 817  | 59,68 |
|        | Coalition Napierville | Martin Ruel             | 552  | 40,32 |

| Partis | Partis                | Candidats conseiller #3 | Vote | %     |
| ------ | --------------------- | ----------------------- | ---- | ----- |
|        | Équipe Délisle        | Mario Dufour (Sortant)  | 805  | 58,50 |
|        | Coalition Napierville | Michel Martineau        | 571  | 41,50 |

| Partis | Partis                | Candidats conseiller #4       | Vote | %     |
| ------ | --------------------- | ----------------------------- | ---- | ----- |
|        | Équipe Délisle        | Chantale Pelletier (Sortante) | 852  | 62,33 |
|        | Coalition Napierville | Guy Pomerleau                 | 515  | 37,67 |

| Partis | Partis                | Candidats conseiller #5               | Vote | %     |
| ------ | --------------------- | ------------------------------------- | ---- | ----- |
|        | Équipe Délisle        | Micheline Patenaude Fortin (Sortante) | 922  | 66,96 |
|        | Coalition Napierville | Pascal Bourdages                      | 455  | 33,04 |

| Partis | Partis                | Candidats conseiller #6 | Vote | %     |
| ------ | --------------------- | ----------------------- | ---- | ----- |
|        | Équipe Délisle        | David Dumont            | 793  | 57,76 |
|        | Coalition Napierville | André Jr. Bélair        | 470  | 34,23 |
|        | Indépendant           | Jean-Pascal Leblanc     | 110  | 8,01  |

Élection partielle pour le poste de maire le 17 juillet 2016
- Organisée en raison du décès du maire Jacques Délisle le 15 avril 2016

| Chantale Pelletier (Sortante d'un autre poste) | 601 | 78,46 |
| André jr. Bélair                               | 165 | 21,54 |
| Taux de participation : 25,0 %                 |     |       |

| Candidats siège #4 | Vote            | %               |
| ------------------ | --------------- | --------------- |
| Marthe Tardif      | Sans opposition | Sans opposition |

## Saint-Bernard-de-Lacolle
| Candidats pour la mairie | Vote            | %               |
| ------------------------ | --------------- | --------------- |
| Robert Duteau (Sortant)  | Sans opposition | Sans opposition |

| Candidats conseiller #1  | Vote            | %               |
| ------------------------ | --------------- | --------------- |
| Sylvie Faille (Sortante) | Sans opposition | Sans opposition |

| Candidats conseiller #2  | Vote            | %               |
| ------------------------ | --------------- | --------------- |
| Estelle Muzzi (Sortante) | Sans opposition | Sans opposition |

| Candidats conseiller #3     | Vote | %     |
| --------------------------- | ---- | ----- |
| Josyane Ledoux              | 267  | 57,54 |
| Stéphane Bessette (Sortant) | 197  | 42,46 |

| Candidats conseiller #4     | Vote | %     |
| --------------------------- | ---- | ----- |
| Jean-Louis Tinant (Sortant) | 235  | 50,43 |
| Vicky Landry Bergeron       | 231  | 49,57 |

| Candidats conseiller #5 | Vote | %     |
| ----------------------- | ---- | ----- |
| Denis Robert            | 264  | 56,53 |
| Michel Lejour (Sortant) | 203  | 43,47 |

| Candidats conseiller #6  | Vote            | %               |
| ------------------------ | --------------- | --------------- |
| Daniel Garceau (Sortant) | Sans opposition | Sans opposition |

## Saint-Cyprien-de-Napierville
| Partis                         | Partis                | Candidats pour la mairie | Vote | %     |
| ------------------------------ | --------------------- | ------------------------ | ---- | ----- |
|                                | Action Démocratie     | Normand Lefebvre         | 444  | 51,81 |
|                                | L'Équipe des Citoyens | André Tremblay (Sortant) | 413  | 48,19 |
| Taux de participation : 61,4 % |                       |                          |      |       |

| Partis | Partis                | Candidats conseiller #1 | Vote | %     |
| ------ | --------------------- | ----------------------- | ---- | ----- |
|        | Action Démocratie     | Michel Monette          | 387  | 45,58 |
|        | L'Équipe des Citoyens | Pierre Lafaille         | 363  | 42,76 |
|        | Indépendante          | Brigitte Schoemans      | 99   | 11,66 |

| Partis | Partis                | Candidats conseiller #2 | Vote | %     |
| ------ | --------------------- | ----------------------- | ---- | ----- |
|        | Action Démocratie     | Jean-Marie Mercier      | 416  | 48,94 |
|        | L'Équipe des Citoyens | Yvon Roy (Sortant)      | 377  | 44,35 |
|        | Indépendant           | Sylvain Champagne       | 57   | 6,71  |

| Partis | Partis                | Candidats conseiller #3 | Vote | %     |
| ------ | --------------------- | ----------------------- | ---- | ----- |
|        | Action Démocratie     | Dino Fournier (Sortant) | 454  | 53,86 |
|        | L'Équipe des Citoyens | André Dagenais          | 389  | 46,14 |

| Partis | Partis                | Candidats conseiller #4       | Vote | %     |
| ------ | --------------------- | ----------------------------- | ---- | ----- |
|        | Action Démocratie     | Maurice Boissy                | 427  | 50,53 |
|        | L'Équipe des Citoyens | Jean-François Boire (Sortant) | 418  | 49,47 |

| Partis | Partis                | Candidats conseiller #5 | Vote | %     |
| ------ | --------------------- | ----------------------- | ---- | ----- |
|        | Action Démocratie     | Carole Forget           | 435  | 51,48 |
|        | L'Équipe des Citoyens | Sophie Boissy           | 321  | 37,99 |
|        | Indépendant           | Pierre Couture          | 89   | 10,53 |

| Partis | Partis                | Candidats conseiller #6 | Vote | %     |
| ------ | --------------------- | ----------------------- | ---- | ----- |
|        | Action Démocratie     | Michel Dumouchel        | 472  | 55,73 |
|        | L'Équipe des Citoyens | Jean-Pierre Brouillard  | 320  | 37,78 |
|        | Indépendant           | Jan Siouville           | 55   | 6,49  |

## Saint-Édouard
| Candidats pour la mairie | Vote            | %               |
| ------------------------ | --------------- | --------------- |
| Michel Raymond (Sortant) | Sans opposition | Sans opposition |

| Candidats conseiller (1) | Vote            | %               |
| ------------------------ | --------------- | --------------- |
| Ronald Lécuyer (Sortant) | Sans opposition | Sans opposition |

| Candidats conseiller (2) | Vote | %     |
| ------------------------ | ---- | ----- |
| Benoit Séguin (Sortant)  | 198  | 63,06 |
| Jean-Michel Dupuis       | 116  | 36,94 |

| Candidats conseiller (3)  | Vote            | %               |
| ------------------------- | --------------- | --------------- |
| Claude Poissant (Sortant) | Sans opposition | Sans opposition |

| Candidats conseiller (4) | Vote | %     |
| ------------------------ | ---- | ----- |
| Sylvain Seyer            | 192  | 61,94 |
| Romano Turani            | 118  | 38,06 |

| Candidats conseiller (5) | Vote            | %               |
| ------------------------ | --------------- | --------------- |
| Daniel Racette           | Sans opposition | Sans opposition |

| Candidats conseiller (3) | Vote            | %               |
| ------------------------ | --------------- | --------------- |
| Alain Poissant (Sortant) | Sans opposition | Sans opposition |

Élection partielle pour le poste de maire et de Conseiller #1 en 2014
- Organisée en raison du décès du maire Michel Raymond le 1er janvier 2014.
  - Élection du conseiller (1) Ronald Lécuyer au poste de maire

## Saint-Jacques-le-Mineur
| Partis | Partis               | Candidats pour la mairie | Vote            | %               |
| ------ | -------------------- | ------------------------ | --------------- | --------------- |
|        | Équipe Lise Trottier | Lise Trottier (Sortante) | Sans opposition | Sans opposition |

| Partis | Partis               | Candidats conseiller #1      | Vote | %     |
| ------ | -------------------- | ---------------------------- | ---- | ----- |
|        | Indépendante         | Christiane Potvin (Sortante) | 275  | 52,38 |
|        | Équipe Lise Trottier | Jordane Bernier              | 250  | 47,62 |

| Partis | Partis               | Candidats conseiller #2 | Vote            | %               |
| ------ | -------------------- | ----------------------- | --------------- | --------------- |
|        | Équipe Lise Trottier | Yvan-René Black         | Sans opposition | Sans opposition |

| Partis | Partis               | Candidats conseiller #3 | Vote            | %               |
| ------ | -------------------- | ----------------------- | --------------- | --------------- |
|        | Équipe Lise Trottier | Marie-Eve Boutin        | Sans opposition | Sans opposition |

| Partis | Partis               | Candidats conseiller #4 | Vote            | %               |
| ------ | -------------------- | ----------------------- | --------------- | --------------- |
|        | Équipe Lise Trottier | Pierre Labelle          | Sans opposition | Sans opposition |

| Partis | Partis               | Candidats conseiller #5 | Vote            | %               |
| ------ | -------------------- | ----------------------- | --------------- | --------------- |
|        | Équipe Lise Trottier | Guy Ducap               | Sans opposition | Sans opposition |

| Partis | Partis               | Candidats conseiller #6 | Vote            | %               |
| ------ | -------------------- | ----------------------- | --------------- | --------------- |
|        | Équipe Lise Trottier | Mélanie Jo Lacerte      | Sans opposition | Sans opposition |

## Saint-Michel
| Candidats pour la mairie | Vote            | %               |
| ------------------------ | --------------- | --------------- |
| Jean-Guy Hamelin         | Sans opposition | Sans opposition |

| Candidats conseiller #1    | Vote | %     |
| -------------------------- | ---- | ----- |
| Sylvain Laplante (Sortant) | 111  | 55,78 |
| André Lemoyne              | 88   | 44,22 |

| Candidats conseiller #2 | Vote            | %               |
| ----------------------- | --------------- | --------------- |
| Gaston Dulude (Sortant) | Sans opposition | Sans opposition |

| Candidats conseiller #3 | Vote            | %               |
| ----------------------- | --------------- | --------------- |
| Normand Boyer (Sortant) | Sans opposition | Sans opposition |

| Candidats conseiller #4   | Vote            | %               |
| ------------------------- | --------------- | --------------- |
| Sylvain Lemieux (Sortant) | Sans opposition | Sans opposition |

| Candidats conseiller #5 | Vote            | %               |
| ----------------------- | --------------- | --------------- |
| Catherine Lefebvre      | Sans opposition | Sans opposition |

| Candidats conseiller #6 | Vote            | %               |
| ----------------------- | --------------- | --------------- |
| Julien Dulude           | Sans opposition | Sans opposition |

## Saint-Patrice-de-Sherrington
| Partis                         | Partis         | Candidats pour la mairie | Vote | %     |
| ------------------------------ | -------------- | ------------------------ | ---- | ----- |
|                                | Équipe Lussier | Daniel Lussier           | 547  | 55,14 |
|                                | Équipe Giroux  | André Giroux (Sortant)   | 445  | 44,86 |
| Taux de participation : 65,1 % |                |                          |      |       |

| Partis | Partis         | Candidats conseiller #1  | Vote | %     |
| ------ | -------------- | ------------------------ | ---- | ----- |
|        | Équipe Lussier | Mauro Lando              | 518  | 52,06 |
|        | Équipe Giroux  | Louis Beaulieu (Sortant) | 477  | 47,94 |

| Partis | Partis         | Candidats conseiller #2 | Vote | %     |
| ------ | -------------- | ----------------------- | ---- | ----- |
|        | Équipe Lussier | Isabelle Leduc          | 583  | 58,89 |
|        | Équipe Giroux  | Jacques Boyer (Sortant) | 407  | 41,11 |

| Partis | Partis         | Candidats conseiller #3 | Vote | %     |
| ------ | -------------- | ----------------------- | ---- | ----- |
|        | Équipe Lussier | Pierre Boisvert         | 469  | 47,52 |
|        | Équipe Giroux  | Solange Courchesne      | 453  | 45,90 |
|        | Indépendant    | Richard Arsenault       | 65   | 6,59  |

| Partis | Partis         | Candidats conseiller #4 | Vote | %     |
| ------ | -------------- | ----------------------- | ---- | ----- |
|        | Équipe Lussier | Christine Schultz       | 525  | 52,87 |
|        | Équipe Giroux  | Jean Robidoux           | 468  | 47,13 |

| Partis | Partis         | Candidats conseiller #5 | Vote | %     |
| ------ | -------------- | ----------------------- | ---- | ----- |
|        | Équipe Giroux  | Louise Lussier          | 519  | 52,69 |
|        | Équipe Lussier | Daniel Laplante         | 466  | 47,31 |

| Partis | Partis         | Candidats conseiller #6 | Vote | %     |
| ------ | -------------- | ----------------------- | ---- | ----- |
|        | Équipe Giroux  | Éric Beaudin (Sortant)  | 498  | 50,30 |
|        | Équipe Lussier | Nathalie Lamarre        | 492  | 49,70 |

## Saint-Rémi
| Candidats pour la mairie       | Vote  | %     |
| ------------------------------ | ----- | ----- |
| Sylvie Gagnon-Breton           | 1 500 | 39,88 |
| Michel Lavoie (Sortant)        | 987   | 26,24 |
| Éric Pigeon                    | 969   | 25,76 |
| Charles É. Verge               | 305   | 8,11  |
| Taux de participation : 64,8 % |       |       |

| Candidats conseiller #1 | Vote | %     |
| ----------------------- | ---- | ----- |
| Jean-François Daoust    | 201  | 38,36 |
| Jacques Lavigueur       | 187  | 35,69 |
| Sylvain Hamelin         | 136  | 29,95 |

| Candidats conseiller #2 | Vote | %     |
| ----------------------- | ---- | ----- |
| Claude Richer           | 336  | 65,63 |
| Joseph Boire (Sortant)  | 176  | 34,38 |

| Candidats conseiller #3      | Vote            | %               |
| ---------------------------- | --------------- | --------------- |
| Pierre Charbonneau (Sortant) | Sans opposition | Sans opposition |

| Candidats conseiller #4 | Vote | %     |
| ----------------------- | ---- | ----- |
| François Turcot         | 416  | 58,35 |
| Claude Boyer            | 297  | 41,65 |

| Candidats conseiller #5 | Vote            | %               |
| ----------------------- | --------------- | --------------- |
| Marie-Dominique Fortin  | Sans opposition | Sans opposition |

| Candidats conseiller #6 | Vote | %     |
| ----------------------- | ---- | ----- |
| Rosaire Payant          | 339  | 54,41 |
| Sonia Houle             | 284  | 45,59 |

## Sainte-Clotilde
| Candidats pour la mairie       | Vote | %     |
| ------------------------------ | ---- | ----- |
| Clément Lemieux (Sortant)      | 549  | 60,26 |
| André Chenail                  | 362  | 39,74 |
| Taux de participation : 73,0 % |      |       |

| Candidats conseiller #1    | Vote | %     |
| -------------------------- | ---- | ----- |
| François Barbeau (Sortant) | 86   | 65,65 |
| André St-Jacques           | 45   | 34,35 |

| Candidats conseiller #2    | Vote | %     |
| -------------------------- | ---- | ----- |
| Guy-Julien Mayné (Sortant) | 110  | 60,11 |
| François Faille            | 73   | 39,89 |

| Candidats conseiller #3  | Vote | %     |
| ------------------------ | ---- | ----- |
| Sylvain Lefort (Sortant) | 115  | 61,83 |
| Pierette Soulières       | 71   | 38,17 |

| Candidats conseiller #4   | Vote | %     |
| ------------------------- | ---- | ----- |
| Marcel Tremblay (Sortant) | 83   | 62,41 |
| Nicole Marcil             | 50   | 37,59 |

| Candidats conseiller #5 | Vote | %     |
| ----------------------- | ---- | ----- |
| François Viau (Sortant) | 67   | 54,92 |
| Chantale Gravel         | 55   | 45,08 |

| Candidats conseiller #1  | Vote | %     |
| ------------------------ | ---- | ----- |
| Robert Arcoite (Sortant) | 96   | 63,16 |
| Raymond Chevigny         | 56   | 36,84 |